# 12135 Terlingen
12135 Terlingen eller 3021 P-L är en asteroid i huvudbältet som upptäcktes den 24 september 1960 av den nederländsk-amerikanske astronomen Tom Gehrels och det nederländska astronomparet Ingrid van Houten-Groeneveld och Cornelis Johannes van Houten vid Palomarobservatoriet. Den är uppkallad efter journalisten Henk Terlingen.
Asteroiden har en diameter på ungefär 13 kilometer och den tillhör asteroidgruppen Traversa.